# Karditis
Karditis oder Herzentzündung ist ein Sammelbegriff für die entzündlichen Erkrankungen des Herzens (Kardia).
Nicht zu verwechseln mit Carditis, welcher ein Sammelbegriff für die entzündlichen Erkrankungen der Cardia ist.
Darunter fallen folgende Erkrankungen:
- Perikarditis (Herzbeutelentzündung)
- Myokarditis (Herzmuskelentzündung)
- Endokarditis (Herzinnenhautentzündung)
- Pankarditis (Endo-Myo-Perikarditis): Karditis mit Beteiligung der drei Herzwandschichten Perikard, Myokard und Endokard.